# Вејд (Северна Каролина)
Вејд (енгл. Wade) град је у америчкој савезној држави Северна Каролина.

## Демографија
По попису из 2010. године број становника је 556, што је 76 (15,8%) становника више него 2000. године.
| Група             | 2000.       | 2010.       |
| Белци             | 347 (72,3%) | 405 (72,8%) |
| Афроамериканци    | 109 (22,7%) | 116 (20,9%) |
| Азијати           | 2 (0,4%)    | 7 (1,3%)    |
| Хиспаноамериканци | 13 (2,7%)   | 18 (3,2%)   |
| Укупно            | 480         | 556         |